# Чирков, Леонид Николаевич
Леони́д Никола́евич Чирко́в (29 марта 1912, Корпуса, Московская губерния — 17 апреля 1977, Лосино-Петровский, Щёлково (городской округ)) — советский военнослужащий, участник Великой Отечественной войны, полный кавалер ордена Славы, командир отделения разведки 1-го дивизиона 299-го гвардейского Тернопольского миномётного полка, гвардии сержант.

## Биография
Родился 29 марта 1912 года в деревне Корпуса (ныне — в городском округе Лосино-Петровский Московской области). В 1928 году окончил школу в поселке Лосино-Петровский и поступил в текстильный техникум. В 1934—1936 годах проходил школу в Красной Армии, служил на Дальнем Востоке. Вернувшись домой, стал работать сменным мастером на заводе имени Калинина в Подлипках. В октябре 1941 года с заводом был эвакуирован в город Пермь. Работал мастером на Пермском машиностроительном заводе имени В. И. Ленина.
В апреле 1943 года добровольцем ушел на фронт, записался в формируемый на Урале добровольческий танковый корпус. Окончил полковую школу разведчиков. В боях с июля 1943 года. К лету 1944 года гвардии сержант Чирков — командир отделения разведки 299-го гвардейского минометного полка.
19 июля 1944 года в бою у деревни Новосюлки гвардии сержант Чирков, находясь в боевых порядках пехоты, выявил батарею противника, которая по его целеуказаниям была подавлена огнём полковых минометов. Лично истребил в бою более 10 противников.
Приказом 10-го гвардейского танкового корпуса № 42/н от 5 августа 1944 года гвардии сержант Чирков Леонид Николаевич года награждён орденом Славы 3-й степени.
15 января 1945 года в районе город Кельце скрытно подобрался к переднему краю обороны противника, откуда корректировал огонь своего дивизиона. В результате были разбиты 3 пулеметных гнезда, сожжено более 10 автомашин, подавлены 2 миномета и 75-мм пушка.
Приказом 4-й танковой армии № 91/н от 12 марта 1945 года гвардии сержант Чирков Леонид Николаевич награждён орденом Славы 2-й степени.
29 января 1945 года за форсирование в числе первых реки Одер и проявленные при этом мужество и героизм был представлен к званию Героя Советского Союза.
Приказом 4-й танковой армии № 103/н от 12 марта 1945 года гвардии сержант Чирков Леонид Николаевич награждён вторым орденом Славы 2-й степени.
15 марта 1945 года при прорыве вражеской обороны близ населенного пункта Гротткау умело корректировал из боевых порядков стрелков огонь минометной батареи, которым были уничтожены 3 пулемета и 3 противотанковые пушки с расчетами, разбит наблюдательный пункт противника. В тот же день близ населенного пункта Ванденберг в рукопашной схватке сразил 4 противников, 2 взял в плен. 16 марта после форсирования реки Нейсе у деревни Ротхауз пробрался в тыл противника и оттуда корректировал огонь своих минометов, в результате чего были выведены из строя 3 пулемета, рассеяно и частично поражено до взвода вражеской пехоты, находившейся в траншеях.
Указом Президиума Верховного Совета СССР от 27 июня 1945 года за исключительное мужество, отвагу и бесстрашие, проявленные в боях с вражескими захватчиками, гвардии сержант Чирков Леонид Николаевич награждён орденом Славы 1-й степени. Стал полным кавалером ордена Славы.
В 1945 году был демобилизован. Возвратился на родину. Работал в колхозе, мастером центральной механической мастерской Монинского камвольного комбината. Жил в городе Лосино-Петровский. Скончался 17 апреля 1977 года. Похоронен на городском кладбище в Лосино-Петровском.
Награждён орденами Октябрьской Революции, Красной Звезды, четырьмя орденами Славы, медалями.